# Sotri Tsenpo
Sotri Tsenpo was de vierde tsenpo, ofwel koning van Tibet. Hij was een van de legendarische koningen en was de vierde van de zeven goddelijke koningen met de naam Tri (247-100 v.Chr.).